# 电信交换

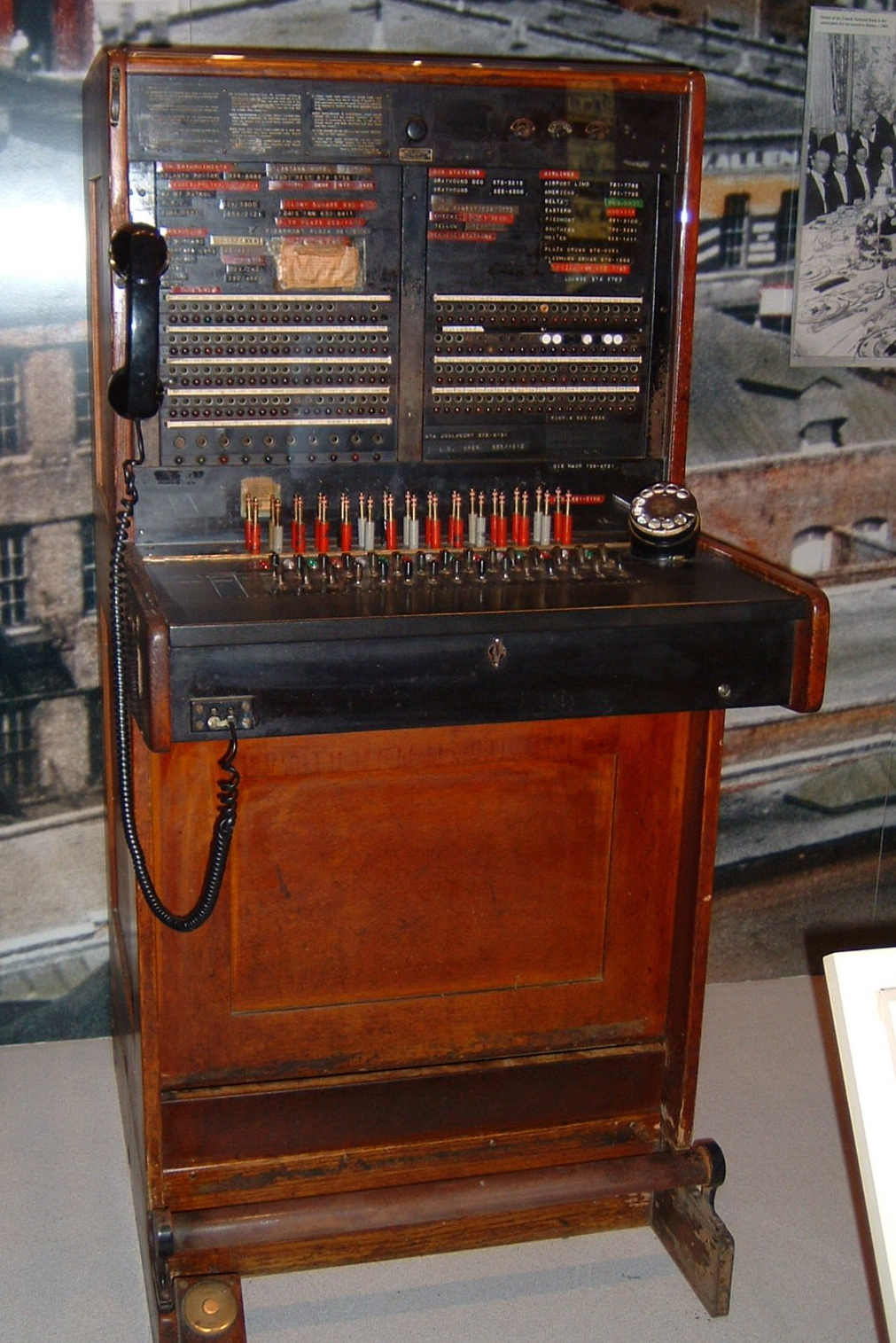
一台老式人工电话交换台

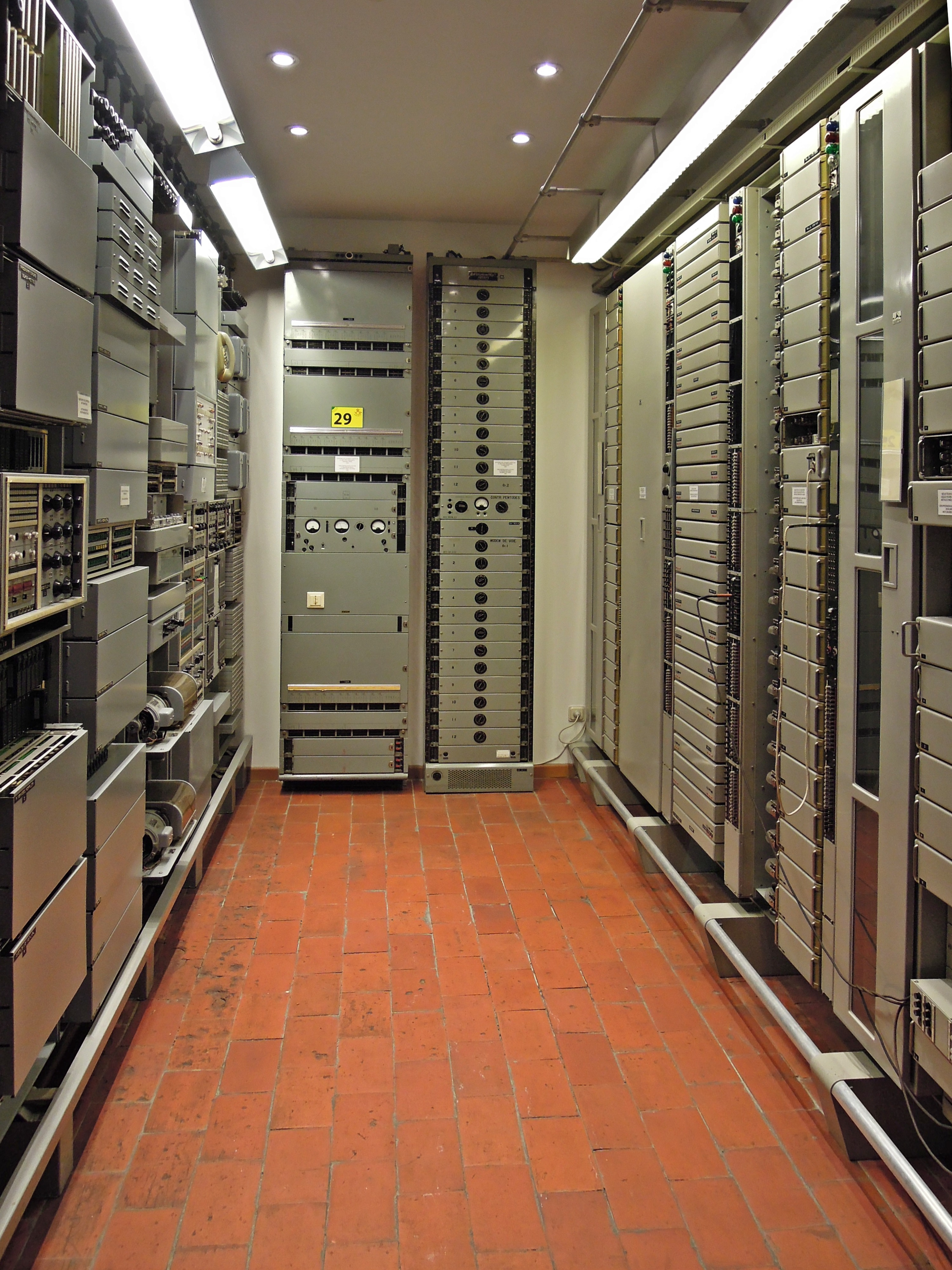
現代電腦自動控制光纖網路交換機

电信交换，又称为电话交换或电话转换。在电讯行业中，电话交换就是讓一个连接用电话进行通话的电子系统。中央处理室就是安置各种设备（包括电话转换机）的场所，连接电话线路并且传递通话信息，又称为電話機樓或電話機房。

## 運作機制
在电信领域，交换局或者中心局用于存放连接电话呼叫的交换机。它可以建立链路并中转语音信息，使电话呼叫能够运作起来。电信交换指的是由交换机提供的服务。
许多电信交换局是长途局，负责长途电话的转接。每个长途局会分配两个或三个数字的区号。以前区号对应于交换机的名字，例如869-1234代表TOwnsend 9-1234，在某些地方还可能代表TOWnsend 1234（拨号的时候只拨大写的字母和数字）。

## 历史

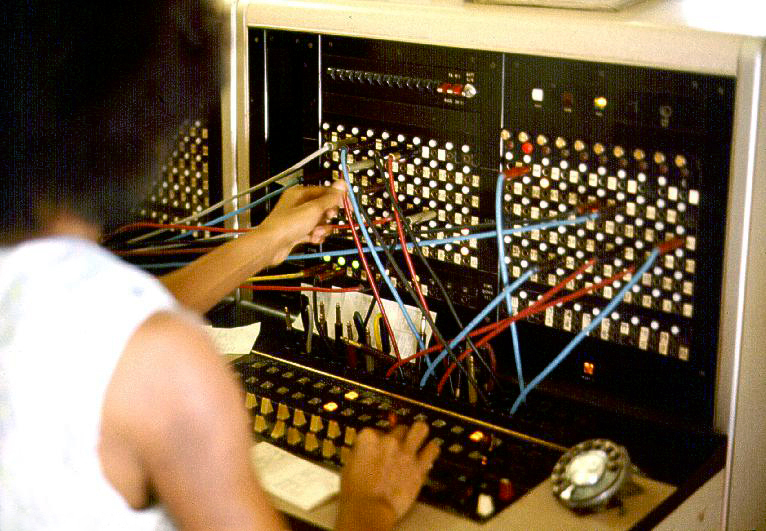
手工电话接线员正在通过拔插电话交换板上的电线接驳电话。

1878年，康乃狄克州的紐黑文市開設了第一个電信交換局。交換板用“車身螺絲”製成，話筒蓋和電話繩連接着手柄。它可以同时处理两路会话。（参见 美国国家公园服务 （页面存档备份，存于））。
随后，电话接线员开始处理一到数百个接驳板的组合。每个接线员座位周围可能有一面到三面接驳板，板上是一排排¼英寸耳机插座，前面还有电话綫。每条綫都是一路电话线的端点。当呼叫方提起话机，对应的插座附近会有灯亮起，然后接线员可以拿起話筒然后询问“电话号码多少？”。随后，如果电话号码在他管理的范围之内，就将插头插进一个本地的插孔，然后被叫方就开始响铃了。如果不归他管辖，他就插进一个交接电路。这时，可能在其他接驳板前面的接线员，也可能千里之外的另一个房间的接线员会进行下一步处理。
1891年3月10日堪萨斯州托贝卡的殡葬工阿尔蒙·斯特罗格发明了斯特罗格交换机，又名步進式交換機。这种设备将电话电路交换技术带入自动化时代。尽管在原始的专利基础上有许多扩充和改良，但最为人熟知的设计就是安排10层接触器每个有10个不同输出，围成一个圆弧，然后圆心处設置一个連接到输入的中心接触器。当用于拨号电话时，每拨打两个号码，第一个号码使中心接触器升降到对应的一层，第二个号码则使它转动到该层对应的10个接触器中某一个。
这些步进开关排成一排，其中第一个用来检测“提机”的用户线，称为“线路发现器”，最多可检测100条。线路发现器将用户线连至一个“拨号音”线路，使用户知道已经可以撥號。随后用户进行脉冲拨叫，速度为每秒10个脉冲左右（不同的国家有不同的规定）。
基于斯特罗格设计的交换机后来受到纵横式交换机（又名縱橫制交換機）技术的挑战。新式电话交换机保证更快的交换速度，并可以接受大约20脉冲每秒的拨号速度，比斯特罗格的10脉冲每秒高约一倍。使用双音多频（DTMF）信令的固体继电器交换机（可以支持按键式拨号）在纵横式交换机徹底取代步进式之前成为最后的赢家。在中國，儘管也有幾種縱橫制交換機（部分為自行研製）投入使用，但尚未普及即被更先進的程控交換機取代。
有一种从脉冲拨号到双音多频拨号的过渡技术使用DTMF“连接发现器”将DTMF转换为脉冲，然后送到旧的步进式或者纵横式交换机去。这种技术直到1990年代末仍在使用。
1930年12月，纽约市成为美国第一个使用两个字母+五个数字格式的地区，在二战以前一直独此一家。此后美国其它地方开始套用这种格式（某些地区如佛罗里达从1930年代到1950年代早期的电话号码只有六位数字，两个代表交换机名字的字母后面跟四个数字，比如“DUnkirk 0799”）。直到1950年代中期，直接跟在名字后面的数字从不为“0”或“1”，事实上除了洛杉矶邻近地区以外“0”根本就不使用（“BEnsonhurst 0”电话号码前缀在The Honeymooners这部著名电视情景喜剧中作为一个虚构细节出现）。
1955年，贝尔系统试图通过将用于各种号码组合的名字组成“建议名字列表”来标准化命名的区号。1961年，纽约电话公司引入“已选字母”交换机制，头两个字母不再作为任意特定名字的开头（例如“FL 6-9970”），随后在1965年全国所有新入网电话号码仅包含数字（威奇托福尔斯是美国第一个实现这点的，早在1958年就实现了）。但直到1970年代，现存的号码仍沿用老方法。芝加哥一个地毯商常常用他的电话号码“NAtional 2-9000”（国家 2-9000）在WGN电台做广告；更不用说TYler 8-7100（泰勒村，得克萨斯一个乡村）是一个底特律建筑商的名字了。
直到1958年实施用户长途拨号制（Subscriber Trunk Dialling，简称STD)之前，在英国多数地区不使用带有字母的电话号码。只有使用导向的地区（伯明翰、爱丁堡、利物浦、格拉斯哥、伦敦和曼切斯特）和与它们不相邻的非导向地区是用字母拨号，这些交换局使用三个字母、四个数字的的格式，直到1968年全部改成数字。

### 电话号码趣闻
某些大城市的电话交换局被用作专门处理北美洲标准的7位电话号码中头两个或三个号码相同的电话。在接驳板手工交换的时代过去以后，交换局们通常将交换局名字的头两位字母用作普通电话拨叫中该交换机的数字前缀。例如CAstle（22，城堡）、TRinity（87，三位一体）、Mutual（68，共联）。某些号码组合不服从这个命名约定，例如“57”、“95”和“97”，这是导致该命名系统最后被废弃的因素之一。另一个因素是需要更多的号码以防止区号不够用。
因为步进式交换机的脉冲较费时，一个有很多8、9或者0的电话号码意味着需要较长时间进行拨号。电话公司通常把这些“大”号码分配给付费电话因为它们通常很少人拨打。
为测试链路中所有交换机的基本功能，全部由5组成的号码（555–5555）作为特别的“测试”号码被保留（正好位于交换开关排的上下左右中间）。“555”这个交换局号码从来没有实际分配过号，这就是今天的电视和电影节目总是使用555-xxxx的号码的缘故（过去，这些节目常常用特定的后四位数字组合表达一些含义，例如西岸使用“0079”其他许多地方则用“9970”。例子如电视连续剧“Perry Mason”及1948年的电影“Sorry, Wrong Number”）。这样，不可能用节目里面的假号码真的拨到某个人那里去，于是避免了很多误会。1982年摇滚乐手Tommy Tutone的歌曲867-5309/Jenny词暗示867-5309是一个名叫珍妮的女孩子的电话号码，结果附加上各地的区号拨打这个电话号码向珍妮问好俨然成为时尚，于是很多用户收到很多不想要的呼叫。事实上，很多美国电话公司要么不再使用这个号码，要么将它保留做测试用途。
然而，今天只有555-01xx开头的可供虚构，其它的555号码可以分配给“信息提供商”使用。副作用是可用的虚构号码减少到只有100个，于是当初那些电影电视用过的号码也被使用。“958”和“959”交换局也在多数地区被保留，于是只有很少公司或个人使用这些数字开头的号码（尽管这个事实不是很多人知道，因此很少人在虚构作品中使用这些号码）。
葛伦·米勒管弦乐团演奏的作品“PEnnsylvania 6-5000”（宾西法尼亚），刚好表示纽约宾西法尼亚酒店的号码。如果你想要拨打这个号，改拨(212)736-5000，一样能找到该酒店。

## 技术
本章使用如下术语：
- 人工接线服务 指由接线员将呼入交换机的电话手工接驳，不需要拨号。
- 拨号服务 指由交换机自动接驳所拨打号码地交换方式。
- 电话交换局 指放置设备和进行操作的房间。
- 电话交换机 指交换过程使用的设备。
- 集中器 指集中器本身，不管是否集成在交换机里。
- 提机 指电路处于“使用中”的状态。
- 挂机 指电路处于空闲状态。

### 人工接綫服務

电话转换

人工服务的情况下，用户摘机并请接线员接通某一号码. 如果被叫号码在同一个中心局, 接线员通过将线插入交换台上对应被叫用户线的插孔来建立通话。如果通话是连到其他中心局，接线员则插入其他局的中继线路，并要求该局接线员应答 (称为“转入”接线员)并建立通话。
各大城市多数人工交换局都是共电式的，电话线路由中心局供电，直到今天都是如此。当用户提起话机，线路状态转变为提机，在接线员地交换台上面会有灯亮起，蜂鸣器响起。在一般的共电系统，从用户电话机到交换机（或者人工交换局）的一对电缆在电话挂机或者空闲状态时是开路的。从电话局穿过导线到达端点时，两端有48伏直流电压。当用户提机，电话在两条线之间加上一个直流阻抗。在人工交换过程里，通过提机状态的电流会流过接线员控制台上的蜂鸣器和灯。此时蜂鸣器和灯将告诉接线员，有个用户提机请求服务了。如果连到交换机的时候，提机时则会通过合上一个继电器使用户线连至拨号音以及收号设备。
较小的城镇里，早期一般采用磁石电话，或者摇柄电话。用户转动摇炳发出电流激活呼叫状态，通知接线员有呼入。在用户家里的电池提供会话所需电流。磁石系统直到1980年代末期仍在美国一些小镇使用。
在有数百个中心局的大城市如纽约市，要花很多年才全部从人工转变成拨号服务。在此过程中，为了将转接到人工局的服务自动化，使用了一种能显示用户所拨号码的特殊交换台。例如默里山交换局的用户拿起电话并拨打锡帝岛交换局的用户，用户将不会知道目标电话号码是手工接线的。因为在连接到锡帝岛交换局的入线接线员时，他能直接从交换台上看到电话号码，从而将线路插入适当的插孔。

### 数字化以前的程控交换
程控交换，或拨号服务，在1900年代早期就已经出现。其目的是减少人工电话接线员。在程控交换出現以前，接线员必须对每一个电话呼叫完成连接的工作。现在几乎所有地方的接线员都被程控交换所取代。电话交换机就是程控交换的神经中枢。它能将一个呼叫从一个电话路由到另一个，一般来说是公共交换电话网（PSTN）的一部分。
本地交换机可以自动感应电话的提机状态，并为该电话提供拨号音，接受脉冲或者DTMF号音，然后将呼入电话连接到同一个交换机的被叫电话，或者远方的另一个交换机。
交换机随后保持连接直到有一方挂机，此时连接断开。对连接状态的跟踪称为监控。也可以让交换机集成更多的功能组件，例如计费设备等。
贝尔系统的拨号服务实现了一个名为“自动号码识别”（ANI）的特性。ANI可以支持一些服务如自动计费、免费800号码、以及911（紧急报警电话）等。在人工接线服务里面，操作员可以根据交换台上亮起的灯在哪个耳机孔附近确定呼叫方是谁。在早期的拨号服务里没有ANI。长途电话会由一队操作员处理并且他们会询问呼叫方的电话号码，然后写在纸质票据上面。
早期的交换机的部件包括马达、凸轮、旋转开关和继电器等。某种程度上，交换机是继电器逻辑的计算机。自动交换机有斯特罗格式（也称为步进交换机）、全继电器式、X-Y式、配电盘式以及纵横式交换机等一些类型，统称为机电式交换机。

#### 机电信令
连接两台交换机的电路称为局间中继。在七号信令以前，贝尔系统的机电交换机在美国的干线上使用各种不同的电压和信号音。这些在今天已经极少见到。
某些信令通过拨号数字通讯。早期的一种形式叫做配电盘呼叫指示脉冲，它使用一些非标准格式的脉冲来设置两台配电盘交换机之间的呼叫。也许更通用的机电交换机间拨号数字通讯形式是发送拨号脉冲，它相当于反向发送的拨号脉冲，但在交换机之间的干线电路上发送。在贝尔系统的干线上，纵横式交换机和纵横式汇接器通常以20脉冲每秒的速度传送。这个速度比北电/贝尔系统的电话拨号快一倍。由于交换机要花一半的时间侦听听数字，使用较快的脉冲速度可使干线设施运作效率更高。DTMF不用于干线信令。在数字化以前，多频（MF）是最后一种信令形式。它用与DTMF不同的一套音调，但也是两两组合。拨号之前先拨一个特别的键脉冲（KP）信号，拨号完毕则补充一个开始（ST）。贝尔系统MF音调体系的一个编钟成为CCITT标准。同一体系也用于美国和部分欧洲国家，包括西班牙。交换机之间传输的数字串常常被简写以便改善功能。例如，某个交换机可能只发送电话号码的最后四位或者五位。有一种情况是，七位数字之前加上一到两位以便区分两个区号（每呼叫二位数字节约）。这可以增加干线的效益且减少了对交换机上的数字收发器数目的要求。每台机电交换机都要用许多巨大的金属部件制造。如果每一秒钟都能分成两半来使，就可以用更少的机架处理更多的话务量。
其它用於通訊監控或呼叫過程的信令還有E和M信令、單頻信令、夺位信令（RBS）等等。從物理連接而不是傳送的信號路數上，E和M信令的幹綫有四條綫。這樣交換機之間的五十條幹綫就需要一百對。這四條綫分別命名為“頂、鈴、眼、耳”。使用E和M信令時，為防止兩台交換機同時在同一幹綫上發起撥號呼叫，需要一個握手過程。握手協議開始於綫路電壓從地壓轉爲-48伏特的時候。通過直流電壓的變化，本地交換機發送一個信號表示已經準備好接受呼叫，而遠程交換機就應答一個確認信息，表示即將發送撥號脈衝。這是通過繼電器邏輯和離散電子雪實現的。在幹綫電路上的這些電壓變化會導致用戶綫上聽到啵、嘎這樣的電流聲，表示握手協議一步一步進行中。另一種握手過程用來啓動計時，目的是計費。在被叫方應答時它會導致另外一些雜音。
另一種常見的監視信令稱爲單頻信令或者SF信令。最常見的形式是利用一個固定2600Hz的聲音來標明幹綫處於空閒。當交換機聽到這個2600赫茲的聲音持續一段時間之後，就進入空閒狀態（對持續時間的要求可以減少出錯機會）。某些系統使用的聲音頻率超過3000赫茲，尤其是SSB頻率復用微波波段。在T-1數字載波上，數字的格式稱爲交替传号反转（AMI），有時候會通過從T-1數字流中奪取一些位來傳送信令。如果小心地設計，所奪去的位不會對於因質量造成影響。這可以在直流電不能夠持續供應時直接支持通過一個數字載波在兩個機電交換機之間發送E和M信令，或者脈衝撥號。

#### 機電電話網中的各種聲音
機電交換設備的一個特點是維護人員可以聽見步進式的機械裝置和縱橫式的繼電器響聲。貝爾系統大多數中心局都有鋼筋混凝土結構，天花板和地板都是混凝土製成。在農村地區，某些小型交換設施例如通訊撥號局（CDOs）有時候放在鉄屋子裏。這些設施總是使用混凝土地板。這種堅實的表面會反射聲音。
在話務繁忙的時候，大型交換機處理呼叫時發出的喀噠聲達到讓人難以聽見彼此閒談話的程度。例如，在美國的星期一或者星期五傍晚大約五點鐘，金屬踫撞發出的嘎嘎聲就會讓你不得不提高説話音量。這種噪音聼起來就像是冰雹砸在金屬屋頂上的聲音。在周日黎明時分，呼叫處理可能會放慢下來，讓人能聽見單個的電話撥號和綫路接駁。另外的噪音來源是嗚嗚響的電源轉換器和嗡嗡叫的鈴聲發生器。某些系統中使用的WireSpring繼電器會發出連續而有節奏的“喀-喀-喀”聲音，這是正在產生重排（每分鐘120次）和忙（每分鐘60次）兩种信令。貝爾系統的電話網中，一般有警示鈴聲、鑼音、或者鈡聲等幾種告警聲音。它們可以在某些交換機部件發生故障時發出告警信號。還有一種噪音來源是：穿孔卡式故障報告系統是連接到交換機一般控制單元上的。這個故障報告系統會在卡片上根據一種内部調試代碼穿孔以记录發生故障時的實際情況。

#### 管理與維護
機電系統的維護一部分是直流電氣的，另一部分是機械調整的。不像現代的交換機，當電話撥通以後流過交換機的直流電流是持續的。話音會通過一條金屬組成的物理綫路進行傳輸。
在所有的系統中，都不希望用戶注意到由於維護工作失敗對服務質量的影響。許多“置忙”工具作爲部件加入到機電交換機中，當系統失敗的時候，就會將本交換機的所有受影響綫路標記為正在使用，以便交換邏輯路由到其他地方。TD工具起類似的作用，當用戶沒及時繳納話費的時候就會被臨時暫停服務。這會影響到用戶的局方設備（縱橫式）或者綫路組（步進式）。用戶可以接受呼叫但不能撥出。
貝爾系統的斯特罗格步進式交換局的維護工作一直持續著。他們需要不斷清洗。步進局裏設備面板上的指示燈用來提示操作員一些情況，例如保險絲斷了通常會亮白燈，或者什麽地方卡住了（比如一直保持提機狀態）一般亮綠燈。與較新式的技術相比，步進局更容易出現單點故障。
縱橫局使用更通用和一般的控制電路。例如，數字收發器（是來源寄存器這個組件的一部分）僅在需要接受用戶所撥號碼這段時間連接到呼叫上。縱橫式結構比步進式更靈活。後期的縱橫式系統具有穿孔式故障記錄系統。到1970年代，貝爾系統已經將為幾乎所有步進式和縱橫式交換機加裝自動號碼識別功能。

#### 电子交换机
第一台电子交换机并不是数字的。西部电器的1ESS是一種使用金屬導綫的電子交換機。它使用了微处理器和存儲程序控制交換技術（SPC）。
修改電話號碼、測試或者對綫路置忙都是在电脑终端上输入相應指令完成的。1ESS可以支持纵横式电话交换机和步进式电话交换机所使用的正常機電信令。 這些交換機引入了一種新的數據通信形式：兩台1ESS交換機可以互相通過一種稱爲公共信道局间信令（CCIS）的方法互相通訊。這種数据連接方法是七号信令系统的前身。
早期電子程控交換系統和機電式交換機並無本質區別，都採用空分話路交換，所交換的信號也全部為模擬信號。因此，這類程控交換機也叫做模擬程控交換機。

### 数字交换机
数字交换机根据所拨的电话号码，将两个或多个数字虚电路连接起来完成交换。在两台交换机之间建立起呼叫需要用到七号信令协议（或其变种）。根據Federal Standard 1037C（美国国家标准）及MIL-STD-188（美国军方标准），在美国和军事通讯中，数字交换机是指执行数字信号的时分复用交换的设备。1980年代以后建造的所有交换机都是数字的，所以这种术语上的区分是没有差别的。本节描述数字交换机，包括算法和设备。
数字交换机在极短的时间片（一秒很多个）内对語音进行编码。在每一个时间片，實時產生语音信号的数字表示方式。所產生的数位将被发送至接收端，那里則反過來在接收端的电话中产生声音。换句话讲，当你使用电话时，你的声音被编码，然后在對方那里重新产生声音。在整个过程中，你的声音只发生了非常小，一般只有幾分之一秒的延迟。換句話說，電話并不是真正的實時通訊，因爲声音需要重新产生，但只延迟了非常短的时间。
每個本地环路电话线都连接到一个远程集中器。集中器在很多情况下位于交换机所在的同一座建筑。在集中器和电话交换机之间的接口由欧洲电信标准协会规范为V5协议。
某些电话交换机并不直接連接到集中器，而只用於和其他交換機連接。通常一個中心交換局裏面會有一個或多個複合機器被稱爲“載波級”交換機或者匯接器。
電話交換機通常由電信服務提供商或者“中轉商”擁有和運作，也會放在他們自己的建築物裏。但有時候獨立的企業或者私營商業單位也會在自己的地方放置自己的交換機，稱爲用戶交換機（PBX）。

### 交换机在电信系统中的地位
電話交換機只是龐大的電信網絡中的一小部分。电话系统最艰巨的工作和最昂贵的部分是中心局外面的布线。早期的电信系统中，每个用户号码需要从交换机到用户电话拉一根线。普普通通的一个交换局可能有数万对线连接到终端盒上（称为总配线架，MDF）。MDF有保护部件如放电管等防止电源线短路或者外部电压过高等。典型的电话公司里有一个大数据库跟踪每一对用户线。在1980年代贝尔系统的记录系统电脑化之前，这些信息是用铅笔写在账本上的。
为了减少外部电路的成本，一些电信公司采用“线对增容”设备来为用户提供电话服务。这些设备用于在现有铜线已经用完或者在附近就有用户时，可以减少铜线对的长度，并可以使用ISDN或者DSL这些数字服务。线对增容或者数字环路载波（DLC）放置在中心局以外，通常是在大用户旁边，距离中心局有一定距离的地方。
DLC常常指的是用戶環路載波（SLC），在朗訊為其綫對增容的專有設備起了專有名字之後，早期的SLC系統（SLC-1）使用模擬載波在中心局和遠端之間通訊。隨後的系統（SLC-96、SLC-5）和其他廠商的DLC產品如綫路卡可將模擬信號轉換為數字信號（使用PCM編碼）。這種數字信號可以通過銅綫、光纜或其他傳輸介質傳送到中心局。其他組件包括用以產生振鈴電流的振鈴發生器和備份電池等。
DLC綫路可以配製成通用的（UDLC）或者集成的（IDLC）。通用DLC有兩個終端，一個中心局終端（COT）和遠程終端（RT），其功能是一樣的。兩個終端都直接面對模擬信號，並將它們轉換成數字信號，並傳送到另一方。有時候，傳送是由獨立設備處理的。在集成的DLC裏，不用COT。相反，RT通過數字方式連接到電話交換機。這減少了所需設備的數量。某些標準如Telcordia的TR/GR-008和TR/GR-302涵蓋了DLC。
交換機也用於兩個中心局之間以及長途中心局中。

## 交换设计
相比于中心局，长途交换机可能使用较慢但更有效的交换分配算法，因爲它們的輸入輸出通道使用率接近100%。中心局則有超過90%的通道容量閒置。
傳統電話交換機連接到物理電路（即綫對），現代電話交換機則使用多路設備和時分交換技術。換句話說，每條語音通道是在一條物理綫對（用A或者B表示）上面的時隙（用1或者2表示）。爲了把兩條語音通道（例如A1和B2）連接起來，電話交換機會將A1和B2上面的信息進行交換，如果交換機同時具有這兩條物理連接和時隙的話。為了做到這點，它需要在時隙和連接之間以每秒鐘8000次的速度交換數據。這是在用於循環處理當前連接的電子列表的數字邏輯電路控制之下進行的。利用這兩种類型的交換技術使現代交換機比不使用多路和時分技術的交換機體積減少很多。
交換機結構使用更小、更簡單的子交換機組成奇數個層次。每一層的每個子交換機互相連接，然後與下一層的子交換機連接。多數的設計中，物理交換層與時間交換層是交錯的。這些層的負載是平衡的，因爲電話系統裏面主叫方同時也可以充當被叫方。
時分交換機讀取將一個時隙循環完整讀入記憶体，然後以不同的順序寫入，同樣是在一個循環電腦記憶体的控制下。這會導致一些信號延遲。
多路交換機交換的是電路，常常使用非阻塞最小跨度交換的某种變體，或者使用交叉直通交換機。

### 中華人民共和國的交換結構
中國大陸採用四級匯接輻射長途電話網絡。
- C1局為大區中心局或省間中心局，設立于8個大城市：上海市、廣州市、北京市、瀋陽市、南京市、西安市、成都市、武漢市。
- C2局爲省中心局，設立于非C1局的各省會城市。
- C3局為地區中心局。
- C4局為縣級交換中心。

結構上，C1局全部互聯並輻射到所有C2局，C2局向C3局輻射，C3局向C4局輻射。此外，北京到各省中心局都有直達電路，各大區（C1轄區）各省中心局之間基本互聯，此外還有其他直達綫路以提高效率。
北京和重要省会城市等城市使用三位區號，北京為“010”，重要省会城市則以“02”開頭。其他則用四位。普通固定電話號碼首位不用1、0，9則用於本地區的專用服務臺例如聲訊台等。長途區號的首位如下分配（有例外）：
- 華北：3
- 東北：4
- 華東：5、6
- 中南：7
- 西南：8
- 西北：9

## 交换控制算法

### 完全连接网络
爲了確保電話連接總能成功，一種方法是建造完全連接網絡，也就是所有的交換機之間都互相互聯。這種方法通常用於中心局内部的交換機，其資源利用率較低。

### Clos非阻塞交换算法
子交換機之間的層閒連接是交換系統中的短缺資源。控制邏輯必須分配好這些鏈接，多數交換機通過一種可容錯的方法實現。參見非阻塞最小跨度交換裏面關於查理斯·克魯斯算法的討論，它用於許多電話交換機，並也許是現代工業中最重要的算法之一。

## 容錯性
組合交換機本質上有很好的容錯性。如果一個子交換機崩潰，控制電腦會在周期性檢測過程中發現。然後電腦會將所有到該子交換機的鏈接標記為“佔用”。這可以防止新的呼叫進入該交換機，也不會中斷還在通話的呼叫。這樣，在這些呼叫結束后，子交換機就不再使用了。一段時間之後，就會有技術人員來更換電路板。下一次測試如果能成功，到這個修理好的子交換機的連接將被標記為“空閒”，於是交換機恢復所有功能。
爲了防止一些檢測不出的錯誤，交換機内所有層間的鏈路通過一個先進先出隊列進行分配。這樣，如果有用戶提機並重撥，他們就會由子交換機之間不同的鏈路服務。後進先出的鏈路分配可能導致用戶老是撥號失敗。